# Lane Brody
Lane Brody, pseudonimo di Lynn Voorlas (Oak Park, 24 settembre 1955), è una cantautrice statunitense.

## Biografia
Dalla fine anni 70 a metà anni 80 Lane Brody ha accumulato un ingresso nella Top Country Albums e dieci nella Hot Country Songs. In particolare, il duetto con Johnny Lee, The Yellow Rose, scritto per l'omonima serie televisiva, ha raggiunto la vetta delle classifiche country nordamericane e canadesi. Nel 1996 è stata introdotta nella Country Music Hall of Fame.

## Discografia

### Album in studio
- 1985 – Lane Brody
- 2001 – Familiar Places
- 2002 – Pieces of Life
- 2010 – On the Wings of Songs

### Singoli
- 1977 – You're Gonna Make Love to Me
- 1982 – He's Taken
- 1982 – More Nights
- 1982 – When It Comes to Love (con Thom Bresh)
- 1983 – Over You
- 1983 – It's Another Silent Night
- 1984 – Hanging On
- 1984 – Alibis
- 1984 – The Yellow Rose (con Johnny Lee)
- 1985 – He Burns Me Up
- 1985 – Baby's Eyes
- 1986 – I Could Get Used to This (con Johnny Lee)
- 2002 – Plenty More Love
- 2005 – Your Wildest Dreams
- 2006 – That's Where Love Comes In
- 2008 – Found in Each Other
- 2010 – Thanks for What You Did
- 2011 – Flame's Turned Blue